# Красносільське (Кабардино-Балкарія)
Красносільське (рос. Красносельское) — село у Прохладненському районі Кабардино-Балкарії Російської Федерації.
Орган місцевого самоврядування — сільське поселення Красносільське. Населення становить 1270 осіб.

## Історія
Згідно із законом від 27 лютого 2005 року органом місцевого самоврядування є сільське поселення Красносільське.

## Населення
| 1970 | 1989  | 2002  | 2010  |
| ---- | ----- | ----- | ----- |
| 1201 | ↘1183 | ↗1239 | ↗1270 |